# 4,4'-bipyridin
4,4′-Bipyridin (zkráceně 4,4′-bipy nebo 4,4′-bpy) je bipyridin používaný na výrobu N,N′-dimethyl-4,4′-bipyridinia (C5H4NCH3)2, látky známé pod názvem paraquat. Tato sloučenina má redoxní účinky, toxicitu tohoto dikationtu způsobuje schopnost narušovat elektronový transportní řetězec. Vzhledem ke své struktuře může 4,4′-bipyridin tvořit můstky mezi kovovými centry a vytvářet tak koordinační polymery.
4,4′-bipyridin také může řídit elektronové efekty mezi dvěma paramagnetickými kovovými centry.

## Historie
4,4′-bipyridin poprvé připravil v roce 1868 skotský chemik Thomas Anderson zahříváním pyridinu se sodíkem, produkt nazval „dipyridin“.
Andersonův empirický vzorec 4,4′-bipyridinu byl ovšem nesprávný. Správný vzorec a správnou molekulovou strukturu 4,4′-bipyridinu určili v roce 1882 rakouský chemik Hugo Weidel jeho student M. Russo.

## Použití
4,4'-bipyridin slouží jako meziprodukt výroby herbicidu paraquatu. V tomto procesu se nejprve pyridin oxiduje na 4,4'-bipyridin, jenž je následně dimethylován na paraquat.